# Élections présidentielles sous la Cinquième République dans la Nièvre
Depuis l'adoption de la Constitution de la Cinquième République française en 1958, dix élections présidentielles ont eu lieu afin d'élire le président de la République. Cette page présente les résultats de ces élections dans la Nièvre.

## Synthèse des résultats du second tour
La Nièvre vote traditionnellement plus à gauche que la France. Elle a en particulier placé François Mitterrand et Ségolène Royal en tête au second tour lors des élections de 1974 et 2007. En 2012, François Hollande obtient 7 points de plus qu'au niveau national. En 2017, Emmanuel Macron obtient 6 points de moins. En 2022, Emmanuel Macron obtient 9 points de moins qu'au niveau national 
| 2022 | Emmanuel Macron (49,89 %) (France : 58,55 %) | Marine Le Pen (50,11 %) (France : 41,45 %) | 73,36 % (France : 71,99 %) | 7,66 % (France : 6,23 %) |

| 2017 | Emmanuel Macron (59,92 %) (France : 66,10 %) | Marine Le Pen (40,08 %) (France : 33,90 %) | 76,05 % (France : 77,77 %) | 2,22 % (France : 2,47 %) |

| 2012 | François Hollande (58,81 %) (France : 51,64 %) | Nicolas Sarkozy (41,19 %) (France : 48,36 %) | 80,76 % (France : 80,35 %) | 1,95 % (France : 5,82 %) |

| 2007 | Nicolas Sarkozy (47,09 %) (France : 53,06 %) | Ségolène Royal (52,91 %) (France : 46,94 %) | 83,67 % (France : 83,97 %) | 1,52 % (France : 4,20 %) |

| 2002 | Jacques Chirac (81,76 %) (France : 82,21 %) | J.-M. Le Pen (18,24 %) (France : 17,79 %) | 72,26 % (France : 79,71 %) | 4,01 % (France : 3,38 %) |

| 1995 | Jacques Chirac (42,93 %) (France : 52,64 %) | Lionel Jospin (57,07 %) (France : 47,36 %) | 79,78 % (France : 78,38 %) | 3,22 % (France : 2,81 %) |

| 1988 | François Mitterrand (63,96 %) (France : 54,02 %) | Jacques Chirac (36,04 %) (France : 45,98 % %) | 82,46 % (France : 81,35 %) | 1,98 % (France : 2,00 %) |

| 1981 | François Mitterrand (62,92 %) (France : 51,76 %) | Valéry Giscard d'Estaing (37,08 %) (France : 48,24 %) | 81,47 % (France : 81,09 %) | 1,41 % (France : 1,62 %) |

| 1974 | Valéry Giscard d'Estaing (38,66 %) (France : 50,81 %) | François Mitterrand (61,34 %) (France : 49,19 %) | 85,14 % (France : 84,23 %) | 0,87 % (France : 0,92 %) |

| 1969 | Georges Pompidou (45,52 %) (France : 58,21 %) | Alain Poher (54,48 %) (France : 41,79 %) | 77,38 % (France : 77,59 %) | 1,26 % (France : 1,29 %) |

| 1965 | Charles de Gaulle (38,98 %) (France : 55,20 %) | François Mitterrand (61,02 %) (France : 44,80 %) | 85,25 % (France : 84,75 %) | 1,05 % (France : 1,01 %) |

|  | ▲ |

## Résultats détaillés par scrutin

### 2022
Arrivé en tête du premier tour, le président sortant Emmanuel Macron (27,85 %) affronte Marine Le Pen (23,15 %), un duel identique à celui du scrutin de 2017. C'est la deuxième fois qu'un second tour opposant les mêmes candidats à deux scrutins présidentiels consécutifs a lieu après ceux où se sont affrontés Valéry Giscard d'Estaing et François Mitterrand en 1974 et 1981.
En troisième position avec 21,95 % des voix, Jean-Luc Mélenchon réalise le score le plus élevé de ses trois candidatures et arrive largement en tête de la gauche, mais échoue à accéder au second tour, avec environ 400 000 voix de moins que Marine Le Pen.
Une nouvelle fois, les partis politiques traditionnels sont absents du second tour, dans des proportions encore plus importantes que lors de la précédente élection. Le Parti socialiste et Les Républicains, représentés respectivement par Anne Hidalgo et Valérie Pécresse, s'effondrent avec des scores historiquement faibles et n'atteignent pas le seuil des 5 %, condition permettant d'être remboursé des frais de campagne.
Pour la première fois, les candidatures classées à l'extrême droite dépassent le seuil de 30 % des suffrages exprimés au premier tour. La campagne est marquée à ses débuts par l'irruption sur la scène politique d'Éric Zemmour, dont la candidature fait concurrence à Marine Le Pen sur sa droite. Malgré des sondages initialement favorables, le candidat et fondateur de Reconquête arrive finalement loin derrière, en quatrième place. Les sondages d'opinion laissent également annoncer un duel serré entre le président sortant et Marine Le Pen, la possibilité d'une victoire pour cette dernière étant pour la première fois envisagée par ceux-ci.
Le second tour voit Emmanuel Macron l'emporter par 58,55 % des suffrages exprimés, permettant ainsi au président sortant d'entamer un second mandat. Le septennat ayant été aboli en 2000, il devient ainsi le premier président de la République française à être réélu pour un deuxième quinquennat, le deuxième président de la Cinquième République réélu hors période de cohabitation et le quatrième président de la Cinquième République réélu.
Dans la Nièvre, Marine Le Pen arrive en tête du premier tour avec 29,20% des exprimés, suivie de Emmanuel Macron (25,51%), Jean-Luc Mélenchon (17,72%) et Éric Zemmour (6,56%). Au second tour, les électeurs ont voté à 50,11% pour Marine Le Pen contre 49,89% pour Emmanuel Macron avec un taux de participation de 73,36% des inscrits.
| Candidats                | Candidats                | Partis                   | Premier tour | Premier tour | Second tour | Second tour |
| Candidats                | Candidats                | Partis                   | Voix         | %            | Voix        | %           |
| ------------------------ | ------------------------ | ------------------------ | ------------ | ------------ | ----------- | ----------- |
|                          | Marine Le Pen            | RN                       | 32 838       | 29,20        | 50 779      | 50,11       |
|                          | Emmanuel Macron          | LREM                     | 28 686       | 25,51        | 50 556      | 49,89       |
|                          | Jean-Luc Mélenchon       | LFI                      | 19 930       | 17,72        |             |             |
|                          | Éric Zemmour             | REC                      | 7 378        | 6,56         |             |             |
|                          | Valérie Pécresse         | LR                       | 5 172        | 4,60         |             |             |
|                          | Fabien Roussel           | PCF                      | 4 281        | 3,81         |             |             |
|                          | Jean Lassalle            | RES                      | 4 106        | 3,65         |             |             |
|                          | Yannick Jadot            | EELV                     | 3 552        | 3,16         |             |             |
|                          | Nicolas Dupont-Aignan    | DLF                      | 2 495        | 2,22         |             |             |
|                          | Anne Hidalgo             | PS                       | 2 160        | 1,92         |             |             |
|                          | Philippe Poutou          | NPA                      | 1 010        | 0,90         |             |             |
|                          | Nathalie Arthaud         | LO                       | 833          | 0,74         |             |             |
|                          |                          |                          |              |              |             |             |
| Votes valides            | Votes valides            | Votes valides            | 112 441      | 97,49        | 101 335     | 89,56       |
| Votes blancs             | Votes blancs             | Votes blancs             | 1 957        | 1,70         | 8 140       | 7,19        |
| Votes nuls               | Votes nuls               | Votes nuls               | 938          | 0,81         | 3 675       | 3,25        |
| Total                    | Total                    | Total                    | 115 336      | 100          | 113 150     | 100         |
| Abstention               | Abstention               | Abstention               | 38 850       | 25,20        | 41 089      | 26,64       |
| Inscrits / participation | Inscrits / participation | Inscrits / participation | 154 186      | 74,80        | 154 239     | 73,36       |

### 2017
Le premier tour de l'élection présidentielle de 2017 voit s'affronter onze candidats. Emmanuel Macron arrive en tête devant Marine Le Pen et tous deux se qualifient pour le second tour. Néanmoins, avec François Fillon et Jean-Luc Mélenchon, les scores des quatre candidats ayant recueilli le plus de voix sont serrés (4,43 points entre le 1er et le 4e). Pour la première fois, aucun des candidats des deux partis politiques pourvoyeurs jusque-là des présidents de la Ve République, n'est présent au second tour. Celui-ci se tient le dimanche 7 mai et se solde par la victoire d'Emmanuel Macron, avec un total de 20 753 798 bulletins de vote en sa faveur, soit 66,10 % des suffrages exprimés, face à la candidate du Front national, qui recueille 33,90 %. Le scrutin est néanmoins marqué par une forte abstention et par un record de votes blancs ou nuls.
Dans la Nièvre, Marine Le Pen arrive en tête du premier tour avec 24,76 % des exprimés, suivie de Emmanuel Macron (22,71 %), Jean-Luc Mélenchon (19,16 %), François Fillon (17,25 %) et Benoît Hamon (6,52 %). Au second tour, les électeurs ont voté à 59,92 % pour Emmanuel Macron contre 40,08 % pour Marine Le Pen avec un taux de participation de 76,05 % des inscrits.
|             | FN          | Marine Le Pen         | 29 817  | 24,76 %    | 41 946  | 40,08 %    |  |  |
|             | EM          | Emmanuel Macron       | 27 356  | 22,71 %    | 62 722  | 59,92 %    |  |  |
|             | LFi         | Jean-Luc Mélenchon    | 23 079  | 19,16 %    |         |            |  |  |
|             | LR          | François Fillon       | 20 773  | 17,25 %    |         |            |  |  |
|             | PS          | Benoît Hamon          | 7 854   | 6,52 %     |         |            |  |  |
|             | DlF         | Nicolas Dupont-Aignan | 6 446   | 5,35 %     |         |            |  |  |
|             | NPA         | Philippe Poutou       | 1 547   | 1,28 %     |         |            |  |  |
|             | RES         | Jean Lassalle         | 1 365   | 1,13 %     |         |            |  |  |
|             | LO          | Nathalie Arthaud      | 1 004   | 0,83 %     |         |            |  |  |
|             | UPR         | François Asselineau   | 959     | 0,8 %      |         |            |  |  |
|             | SeP         | Jacques Cheminade     | 234     | 0,19 %     |         |            |  |  |
|             |             |                       |         |            |         |            |  |  |
|             |             |                       | Nombre  | % inscrits | Nombre  | % inscrits |  |  |
| Inscrits    | Inscrits    | Inscrits              | 159 425 |            | 159 382 |            |  |  |
| Abstentions | Abstentions | Abstentions           | 35 457  | 22,24 %    | 38 170  | 23,95 %    |  |  |
| Votants     | Votants     | Votants               | 123 968 | 77,76 %    | 121 212 | 76,05 %    |  |  |
|             |             |                       |         |            |         |            |  |  |
|             |             |                       |         | % votants  |         | % votants  |  |  |
| Blancs      | Blancs      | Blancs                | 2 550   | 1,6 %      | 12 103  | 7,59 %     |  |  |
| Nuls        | Nuls        | Nuls                  | 984     | 0,62 %     | 4 441   | 2,79 %     |  |  |
| Exprimés    | Exprimés    | Exprimés              | 120 434 | 75,54 %    | 104 668 | 65,67 %    |  |  |

### 2012
Hollande, désigné par le PS à la suite d'une primaire ouverte, devance Sarkozy dès le premier tour de l'élection présidentielle de 2012 : c'est la première fois qu'un président sortant est ainsi devancé. Au second tour, Sarkozy est battu mais par un écart plus faible qu'attendu.
Dans la Nièvre, François Hollande arrive en tête du premier tour avec 32,64 % des exprimés, suivi de Nicolas Sarkozy (22,51 %), Marine Le Pen (19,58 %), Jean-Luc Mélenchon (11,95 %) et François Bayrou (7,46 %). Au second tour, les électeurs ont voté à 58,81 % pour François Hollande contre 41,19 % pour Nicolas Sarkozy avec un taux de participation de 81,15 % des inscrits.
|                | PS             | François Hollande     | 42 631  | 32,64 %    | 73 424  | 58,81 %    |  |  |
|                | UMP            | Nicolas Sarkozy       | 29 400  | 22,51 %    | 51 421  | 41,19 %    |  |  |
|                | FN             | Marine Le Pen         | 25 565  | 19,58 %    |         |            |  |  |
|                | FG             | Jean-Luc Mélenchon    | 15 601  | 11,95 %    |         |            |  |  |
|                | MoDem          | François Bayrou       | 9 746   | 7,46 %     |         |            |  |  |
|                | DLF            | Nicolas Dupont-Aignan | 2 563   | 1,96 %     |         |            |  |  |
|                | EELV           | Éva Joly              | 2 143   | 1,64 %     |         |            |  |  |
|                | NPA            | Philippe Poutou       | 1 675   | 1,28 %     |         |            |  |  |
|                | LO             | Nathalie Arthaud      | 934     | 0,72 %     |         |            |  |  |
|                | S&P            | Jacques Cheminade     | 338     | 0,26 %     |         |            |  |  |
|                |                |                       |         |            |         |            |  |  |
|                |                |                       | Nombre  | % inscrits | Nombre  | % inscrits |  |  |
| Inscrits       | Inscrits       | Inscrits              | 164 911 |            | 164 915 |            |  |  |
| Abstentions    | Abstentions    | Abstentions           | 31 721  | 19,24 %    | 31 090  | 18,85 %    |  |  |
| Votants        | Votants        | Votants               | 133 190 | 80,76 %    | 133 825 | 81,15 %    |  |  |
|                |                |                       |         |            |         |            |  |  |
|                |                |                       |         | % votants  |         | % votants  |  |  |
| Blancs ou nuls | Blancs ou nuls | Blancs ou nuls        | 2 594   | 1,95 %     | 8 980   | 6,71 %     |  |  |
| Exprimés       | Exprimés       | Exprimés              | 130 596 | 98,05 %    | 124 845 | 98,05 %    |  |  |

### 2007
Au premier tour de l'élection présidentielle de 2007, Sarkozy réussit à capter une partie des voix de Le Pen et arrive largement en tête. Royal est la première femme qualifiée pour le second tour d'une élection présidentielle. Elle est battue avec une avance de 6 points.
Dans la Nièvre, Ségolène Royal arrive en tête du premier tour avec 29,35 % des exprimés, suivie de Nicolas Sarkozy (26,31 %), François Bayrou (15,44 %), Jean-Marie Le Pen (11,98 %) et Olivier Besancenot (5,06 %). Au second tour, les électeurs ont voté à 47,09 % pour Nicolas Sarkozy contre 52,91 % pour Ségolène Royal avec un taux de participation de 84,54 % des inscrits.
|                | PS             | Ségolène Royal       | 40 954  | 29,35 %    | 72 258  | 52,91 %    |  |  |
|                | UMP            | Nicolas Sarkozy      | 36 711  | 26,31 %    | 64 308  | 47,09 %    |  |  |
|                | UDF            | François Bayrou      | 21 544  | 15,44 %    |         |            |  |  |
|                | FN             | Jean-Marie Le Pen    | 16 714  | 11,98 %    |         |            |  |  |
|                | LCR            | Olivier Besancenot   | 7 054   | 5,06 %     |         |            |  |  |
|                | GPA            | Marie-George Buffet  | 4 476   | 3,21 %     |         |            |  |  |
|                | MPF            | Philippe de Villiers | 3 514   | 2,52 %     |         |            |  |  |
|                | LO             | Arlette Laguiller    | 2 319   | 1,66 %     |         |            |  |  |
|                | CPNT           | Frédéric Nihous      | 2 033   | 1,46 %     |         |            |  |  |
|                | Les Verts      | Dominique Voynet     | 1 851   | 1,33 %     |         |            |  |  |
|                | SE             | José Bové            | 1 812   | 1,3 %      |         |            |  |  |
|                | CNRSP          | Gérard Schivardi     | 538     | 0,39 %     |         |            |  |  |
|                |                |                      |         |            |         |            |  |  |
|                |                |                      | Nombre  | % inscrits | Nombre  | % inscrits |  |  |
| Inscrits       | Inscrits       | Inscrits             | 169 334 |            | 169 340 |            |  |  |
| Abstentions    | Abstentions    | Abstentions          | 27 660  | 16,33 %    | 26 172  | 15,46 %    |  |  |
| Votants        | Votants        | Votants              | 141 674 | 83,67 %    | 143 168 | 84,54 %    |  |  |
|                |                |                      |         |            |         |            |  |  |
|                |                |                      |         | % votants  |         | % votants  |  |  |
| Blancs ou nuls | Blancs ou nuls | Blancs ou nuls       | 2 154   | 1,52 %     | 6 602   | 4,61 %     |  |  |
| Exprimés       | Exprimés       | Exprimés             | 139 520 | 98,48 %    | 136 566 | 95,39 %    |  |  |

### 2002
Après cinq années de cohabitation, un duel est attendu entre Chirac et le Premier ministre Jospin lors de l'élection présidentielle de 2002, mais, à la surprise générale, ce dernier est devancé par Le Pen au premier tour. Au second tour, Chirac bénéficie du ralliement de la gauche et reçoit un score sans précédent. Il s'agit de la première élection pour un mandat de cinq ans et non plus sept.
Dans la Nièvre, Lionel  Jospin arrive en tête du premier tour avec 20,12 % des exprimés, suivi de Jacques  Chirac (17,28 %), Jean-Marie  Le Pen (16,19 %), Arlette Laguiller (6,48 %) et Robert  Hue (5,9 %). Au second tour, les électeurs ont voté à 81,76 % pour Jacques  Chirac contre 18,24 % pour Jean-Marie  Le Pen avec un taux de participation de 79,01 % des inscrits.
|                | PS             | Lionel Jospin           | 23 775  | 20,12 %    |         |            |  |  |
|                | RPR            | Jacques Chirac          | 20 421  | 17,28 %    | 102 079 | 81,76 %    |  |  |
|                | FN             | Jean-Marie Le Pen       | 19 138  | 16,19 %    | 22 766  | 18,24 %    |  |  |
|                | LO             | Arlette Laguiller       | 7 656   | 6,48 %     |         |            |  |  |
|                | PC             | Robert Hue              | 6 978   | 5,9 %      |         |            |  |  |
|                | MC             | Jean-Pierre Chevènement | 6 253   | 5,29 %     |         |            |  |  |
|                | UDF            | François Bayrou         | 6 205   | 5,25 %     |         |            |  |  |
|                | CPNT           | Jean Saint-Josse        | 5 869   | 4,97 %     |         |            |  |  |
|                | LCR            | Olivier Besancenot      | 5 742   | 4,86 %     |         |            |  |  |
|                | Les Verts      | Noël Mamère             | 4 627   | 3,91 %     |         |            |  |  |
|                | DL             | Alain Madelin           | 3 649   | 3,09 %     |         |            |  |  |
|                | MNR            | Bruno Mégret            | 2 510   | 2,12 %     |         |            |  |  |
|                | PRG            | Christiane Taubira      | 1 821   | 1,54 %     |         |            |  |  |
|                | Cap21          | Corinne Lepage          | 1 718   | 1,45 %     |         |            |  |  |
|                | FRS            | Christine Boutin        | 1 137   | 0,96 %     |         |            |  |  |
|                | PT             | Daniel Gluckstein       | 693     | 0,59 %     |         |            |  |  |
|                |                |                         |         |            |         |            |  |  |
|                |                |                         | Nombre  | % inscrits | Nombre  | % inscrits |  |  |
| Inscrits       | Inscrits       | Inscrits                | 170 396 |            | 170 333 |            |  |  |
| Abstentions    | Abstentions    | Abstentions             | 47 261  | 27,74 %    | 35 753  | 20,99 %    |  |  |
| Votants        | Votants        | Votants                 | 123 135 | 72,26 %    | 134 580 | 79,01 %    |  |  |
|                |                |                         |         |            |         |            |  |  |
|                |                |                         |         | % votants  |         | % votants  |  |  |
| Blancs ou nuls | Blancs ou nuls | Blancs ou nuls          | 4 943   | 4,01 %     | 9 735   | 7,23 %     |  |  |
| Exprimés       | Exprimés       | Exprimés                | 118 192 | 95,99 %    | 124 845 | 92,77 %    |  |  |

### 1995
Après une nouvelle cohabitation et alors que la droite est particulièrement divisée entre Chirac et le Premier ministre Balladur, Jospin réussit à arriver en tête au premier tour de l'élection présidentielle de 1995, malgré la très lourde défaite de la gauche aux législatives de 1993. Au second tour, il est battu par Chirac.
Dans la Nièvre, Lionel Jospin arrive en tête du premier tour avec 30,03 % des exprimés, suivi de Jacques Chirac (18,04 %), Édouard Balladur (15,81 %), Robert Hue (12,65 %) et Jean-Marie Le Pen (11,88 %). Au second tour, les électeurs ont voté à 57,07 % pour Lionel Jospin contre 42,93 % pour Jacques Chirac avec un taux de participation de 81,76 % des inscrits.
|                | PS             | Lionel Jospin        | 40 340  | 30,03 %    | 76 188  | 57,07 %    |  |  |
|                | RPR            | Jacques Chirac       | 24 237  | 18,04 %    | 57 311  | 42,93 %    |  |  |
|                | RPR            | Édouard Balladur     | 21 242  | 15,81 %    |         |            |  |  |
|                | PC             | Robert Hue           | 16 991  | 12,65 %    |         |            |  |  |
|                | FN             | Jean-Marie Le Pen    | 15 959  | 11,88 %    |         |            |  |  |
|                | LO             | Arlette Laguiller    | 6 026   | 4,49 %     |         |            |  |  |
|                | MPF            | Philippe de Villiers | 5 663   | 4,22 %     |         |            |  |  |
|                | Les Verts      | Dominique Voynet     | 3 522   | 2,62 %     |         |            |  |  |
|                | S&P            | Jacques Cheminade    | 369     | 0,27 %     |         |            |  |  |
|                |                |                      |         |            |         |            |  |  |
|                |                |                      | Nombre  | % inscrits | Nombre  | % inscrits |  |  |
| Inscrits       | Inscrits       | Inscrits             | 173 997 |            | 173 036 |            |  |  |
| Abstentions    | Abstentions    | Abstentions          | 35 174  | 20,22 %    | 31 561  | 18,24 %    |  |  |
| Votants        | Votants        | Votants              | 138 823 | 79,78 %    | 141 475 | 81,76 %    |  |  |
|                |                |                      |         |            |         |            |  |  |
|                |                |                      |         | % votants  |         | % votants  |  |  |
| Blancs ou nuls | Blancs ou nuls | Blancs ou nuls       | 4 474   | 3,22 %     | 7 976   | 5,64 %     |  |  |
| Exprimés       | Exprimés       | Exprimés             | 134 349 | 96,78 %    | 133 499 | 94,36 %    |  |  |

### 1988
Après deux ans de cohabitation, Mitterrand affronte le Premier ministre Chirac lors de l'élection présidentielle de 1988. Le Pen obtient au premier tour un score jusque-là sans précédent pour un parti d'extrême droite. Au second tour, Mitterrand est facilement réélu.
Dans la Nièvre, François Mitterrand arrive en tête du premier tour avec 44,53 % des exprimés, suivi de Jacques Chirac (17,02 %), Raymond Barre (12,45 %), Jean-Marie Le Pen (9,72 %) et André Lajoinie (9,59 %). Au second tour, les électeurs ont voté à 63,96 % pour François Mitterrand contre 36,04 % pour Jacques Chirac avec un taux de participation de 85,81 % des inscrits.
|                | PS                    | François Mitterrand | 63 765  | 44,53 %    | 93 967  | 63,96 %    |  |  |
|                | RPR                   | Jacques Chirac      | 24 376  | 17,02 %    | 52 947  | 36,04 %    |  |  |
|                | SE                    | Raymond Barre       | 17 831  | 12,45 %    |         |            |  |  |
|                | FN                    | Jean-Marie Le Pen   | 13 925  | 9,72 %     |         |            |  |  |
|                | PC                    | André Lajoinie      | 13 733  | 9,59 %     |         |            |  |  |
|                | Les Verts             | Antoine Waechter    | 4 013   | 2,8 %      |         |            |  |  |
|                | Communiste rénovateur | Pierre Juquin       | 2 533   | 1,77 %     |         |            |  |  |
|                | LO                    | Arlette Laguiller   | 2 501   | 1,75 %     |         |            |  |  |
|                | MPT                   | Pierre Boussel      | 520     | 0,36 %     |         |            |  |  |
|                |                       |                     |         |            |         |            |  |  |
|                |                       |                     | Nombre  | % inscrits | Nombre  | % inscrits |  |  |
| Inscrits       | Inscrits              | Inscrits            | 177 164 |            | 177 107 |            |  |  |
| Abstentions    | Abstentions           | Abstentions         | 31 071  | 17,54 %    | 25 132  | 14,19 %    |  |  |
| Votants        | Votants               | Votants             | 146 093 | 82,46 %    | 151 975 | 85,81 %    |  |  |
|                |                       |                     |         |            |         |            |  |  |
|                |                       |                     |         | % votants  |         | % votants  |  |  |
| Blancs ou nuls | Blancs ou nuls        | Blancs ou nuls      | 2 896   | 1,98 %     | 5 061   | 3,33 %     |  |  |
| Exprimés       | Exprimés              | Exprimés            | 143 197 | 98,02 %    | 146 914 | 96,67 %    |  |  |

### 1981
Lors de l'élection présidentielle de 1981, Giscard d'Estaing arrive en tête au premier tour et affronte, comme la fois précédente, Mitterrand. Pour la première fois, un président sortant est battu : Mitterrand devient le premier président de gauche de la Ve République.
Dans la Nièvre, François Mitterrand arrive en tête du premier tour avec 39,33 % des exprimés, suivi de Valéry Giscard d'Estaing (22,61 %), Georges Marchais (15,14 %), Jacques Chirac (13,64 %) et Brice Lalonde (2,58 %). Au second tour, les électeurs ont voté à 61,34 % pour François Mitterrand contre 37,08 % pour Valéry Giscard d'Estaing avec un taux de participation de 87,15 % des inscrits.
|                | PS             | François Mitterrand      | 55 912  | 39,33 %    | 94 858  | 62,92 %    |  |  |
|                | UDF            | Valéry Giscard d'Estaing | 32 145  | 22,61 %    | 55 907  | 37,08 %    |  |  |
|                | PC             | Georges Marchais         | 21 524  | 15,14 %    |         |            |  |  |
|                | RPR            | Jacques Chirac           | 19 388  | 13,64 %    |         |            |  |  |
|                | MEP            | Brice Lalonde            | 3 674   | 2,58 %     |         |            |  |  |
|                | LO             | Arlette Laguiller        | 3 045   | 2,14 %     |         |            |  |  |
|                | MRG            | Michel Crépeau           | 2 277   | 1,6 %      |         |            |  |  |
|                | Divers droite  | Michel Debré             | 1 749   | 1,23 %     |         |            |  |  |
|                | Divers droite  | Marie-France Garaud      | 1 471   | 1,03 %     |         |            |  |  |
|                | PSU            | Huguette Bouchardeau     | 981     | 0,69 %     |         |            |  |  |
|                |                |                          |         |            |         |            |  |  |
|                |                |                          | Nombre  | % inscrits | Nombre  | % inscrits |  |  |
| Inscrits       | Inscrits       | Inscrits                 | 177 008 |            | 177 004 |            |  |  |
| Abstentions    | Abstentions    | Abstentions              | 32 802  | 18,53 %    | 22 738  | 12,85 %    |  |  |
| Votants        | Votants        | Votants                  | 144 206 | 81,47 %    | 154 266 | 87,15 %    |  |  |
|                |                |                          |         |            |         |            |  |  |
|                |                |                          |         | % votants  |         | % votants  |  |  |
| Blancs ou nuls | Blancs ou nuls | Blancs ou nuls           | 2 040   | 1,41 %     | 3 501   | 2,27 %     |  |  |
| Exprimés       | Exprimés       | Exprimés                 | 142 166 | 98,59 %    | 150 765 | 97,73 %    |  |  |

### 1974
L'élection présidentielle de 1974 est une élection anticipée à la suite de la mort de Pompidou. Mitterrand, candidat unique de la gauche, est largement en tête au premier tour devant Giscard d'Estaing, qui distance lui-même Chaban-Delmas. Au terme d'une campagne animée, marquée par un débat télévisé tendu, Giscard d'Estaing l'emporte avec une très courte avance.
Dans la Nièvre, François Mitterrand arrive en tête du premier tour avec 57,02 % des exprimés, suivi de Valéry Giscard d'Estaing (26,4 %), Jacques Chaban-Delmas (9,61 %), Jean Royer (2,59 %) et Arlette Laguiller (2,03 %). Au second tour, les électeurs ont voté à 61,34 % pour François Mitterrand contre 38,66 % pour Valéry Giscard d'Estaing avec un taux de participation de 88,66 % des inscrits.
|                | PS             | François Mitterrand      | 76 087  | 57,02 %    | 85 028  | 61,34 %    |  |  |
|                | RI             | Valéry Giscard d'Estaing | 35 220  | 26,4 %     | 53 585  | 38,66 %    |  |  |
|                | UDR            | Jacques Chaban-Delmas    | 12 825  | 9,61 %     |         |            |  |  |
|                | SE             | Jean Royer               | 3 457   | 2,59 %     |         |            |  |  |
|                | LO             | Arlette Laguiller        | 2 703   | 2,03 %     |         |            |  |  |
|                | SE, écologiste | René Dumont              | 865     | 0,65 %     |         |            |  |  |
|                | FN             | Jean-Marie Le Pen        | 775     | 0,58 %     |         |            |  |  |
|                | MDSF           | Émile Muller             | 625     | 0,47 %     |         |            |  |  |
|                | FCR            | Alain Krivine            | 437     | 0,33 %     |         |            |  |  |
|                | NAR            | Bertrand Renouvin        | 207     | 0,16 %     |         |            |  |  |
|                | MFE            | Jean-Claude Sebag        | 168     | 0,13 %     |         |            |  |  |
|                |                |                          |         |            |         |            |  |  |
|                |                |                          | Nombre  | % inscrits | Nombre  | % inscrits |  |  |
| Inscrits       | Inscrits       | Inscrits                 | 158 095 |            | 158 085 |            |  |  |
| Abstentions    | Abstentions    | Abstentions              | 23 497  | 14,86 %    | 17 928  | 11,34 %    |  |  |
| Votants        | Votants        | Votants                  | 134 598 | 85,14 %    | 140 157 | 88,66 %    |  |  |
|                |                |                          |         |            |         |            |  |  |
|                |                |                          |         | % votants  |         | % votants  |  |  |
| Blancs ou nuls | Blancs ou nuls | Blancs ou nuls           | 1 168   | 0,87 %     | 1 544   | 1,1 %      |  |  |
| Exprimés       | Exprimés       | Exprimés                 | 133 430 | 99,13 %    | 138 613 | 98,9 %     |  |  |

### 1969
L'élection présidentielle de 1969 est une élection anticipée à la suite de la démission de De Gaulle. La gauche se lance désunie dans la course et, bien que Duclos (PCF) manque de le devancer, c'est le président par intérim Poher qui accède au second tour face à l'ex-Premier ministre Pompidou. Alors que Duclos refuse d'appeler à voter au second tour pour « bonnet blanc ou blanc bonnet », Pompidou est finalement largement élu.
Dans la Nièvre, Georges Pompidou arrive en tête du premier tour avec 35,46 % des exprimés, suivi de Alain Poher (27,13 %), Jacques Duclos (25,9 %), Gaston Defferre (6,49 %) et Michel Rocard (2,88 %). Au second tour, les électeurs ont voté à 54,48 % pour Alain Poher contre 45,52 % pour Georges Pompidou avec un taux de participation de 71,73 % des inscrits.
|                | UDR            | Georges Pompidou | 42 384  | 35,46 %    | 48 061  | 45,52 %    |  |  |
|                | CD             | Alain Poher      | 32 429  | 27,13 %    | 57 530  | 54,48 %    |  |  |
|                | PC             | Jacques Duclos   | 30 962  | 25,9 %     |         |            |  |  |
|                | SFIO           | Gaston Defferre  | 7 754   | 6,49 %     |         |            |  |  |
|                | PSU            | Michel Rocard    | 3 437   | 2,88 %     |         |            |  |  |
|                | SE             | Louis Ducatel    | 1 381   | 1,16 %     |         |            |  |  |
|                | LC             | Alain Krivine    | 1 188   | 0,99 %     |         |            |  |  |
|                |                |                  |         |            |         |            |  |  |
|                |                |                  | Nombre  | % inscrits | Nombre  | % inscrits |  |  |
| Inscrits       | Inscrits       | Inscrits         | 156 459 |            | 156 454 |            |  |  |
| Abstentions    | Abstentions    | Abstentions      | 35 394  | 22,62 %    | 44 232  | 28,27 %    |  |  |
| Votants        | Votants        | Votants          | 121 065 | 77,38 %    | 112 222 | 71,73 %    |  |  |
|                |                |                  |         |            |         |            |  |  |
|                |                |                  |         | % votants  |         | % votants  |  |  |
| Blancs ou nuls | Blancs ou nuls | Blancs ou nuls   | 1 530   | 1,26 %     | 6 631   | 5,91 %     |  |  |
| Exprimés       | Exprimés       | Exprimés         | 119 535 | 98,74 %    | 105 591 | 94,09 %    |  |  |

### 1965
L'élection présidentielle de 1965 est la première élection au suffrage universel direct à la suite du référendum d'octobre 1962. De Gaulle est mis en ballottage, à la surprise générale, par Mitterrand, candidat unique de la gauche. La campagne du second tour est axée sur l'Europe et les relations internationales ainsi que sur l'armement nucléaire. De Gaulle est finalement réélu avec une large avance.
Dans la Nièvre, François Mitterrand arrive en tête du premier tour avec 52,49 % des exprimés, suivi de Charles de Gaulle (32,28 %), Jean Lecanuet (10,31 %), Jean-Louis Tixier-Vignancour (3,02 %) et Pierre Marcilhacy (1,09 %). Au second tour, les électeurs ont voté à 61,02 % pour François Mitterrand contre 38,98 % pour Charles de Gaulle avec un taux de participation de 86,17 % des inscrits.
|                | CIR            | François Mitterrand          | 69 188  | 52,49 %    | 80 474  | 61,02 %    |  |  |
|                | UNR            | Charles de Gaulle            | 42 554  | 32,28 %    | 51 398  | 38,98 %    |  |  |
|                | MRP            | Jean Lecanuet                | 13 588  | 10,31 %    |         |            |  |  |
|                | SE             | Jean-Louis Tixier-Vignancour | 3 982   | 3,02 %     |         |            |  |  |
|                | PLE            | Pierre Marcilhacy            | 1 438   | 1,09 %     |         |            |  |  |
|                | SE             | Marcel Barbu                 | 1 062   | 0,81 %     |         |            |  |  |
|                |                |                              |         |            |         |            |  |  |
|                |                |                              | Nombre  | % inscrits | Nombre  | % inscrits |  |  |
| Inscrits       | Inscrits       | Inscrits                     | 156 261 |            | 156 252 |            |  |  |
| Abstentions    | Abstentions    | Abstentions                  | 23 051  | 14,75 %    | 21 615  | 13,83 %    |  |  |
| Votants        | Votants        | Votants                      | 133 210 | 85,25 %    | 134 637 | 86,17 %    |  |  |
|                |                |                              |         |            |         |            |  |  |
|                |                |                              |         | % votants  |         | % votants  |  |  |
| Blancs ou nuls | Blancs ou nuls | Blancs ou nuls               | 1 398   | 1,05 %     | 2 765   | 2,05 %     |  |  |
| Exprimés       | Exprimés       | Exprimés                     | 131 812 | 98,95 %    | 131 872 | 97,95 %    |  |  |